# 장정언
장정언 (張正彦, 1936년 4월 27일~)은 대한민국의 정치인이다. 제16대 국회의원을 지냈다.
27세이던 1962년 북제주군 관내 최연소 이장으로 애월읍 곽지리 이장이 되었다. 5년여 동안 이장을 역임하면서 고향발전을 위하여 노력한 결과 곽지리는 전국우수마을로 선정되기도 하였다. 1966년 ~ 1969년 북군농협 감사를 맡았을 때에는 '농협을 농민에게 돌려달라.'며 지역 농심을 대변하였다. 1984년에는 '정직한 건설인'을 사훈으로 하는 정한종합건설㈜을 창업하여 제주 도내에 많은 도로를 건설하였고 주요 건축물들을 세웠다. 지방자치가 부활된 1991년 제주도의회에 입성한 후 제4대 도의회 의장에 선출되었다. 제주도의회 의장 시절에는 4·3사건의 응어리를 풀기 위하여 온갖 어려움 속에서도 의회 내에 4·3특별위원회를 출범시켜 제주의 한(恨)인 4·3사건의 진상규명과 해결에 주춧돌을 놓았다. 또한 의장 재임 당시에는 일체의 판공비를 받지 않았고 의회 차량을 이용하지 않았다. 2000년 4·13총선에 새천년민주당으로 출마하여 한나라당의 5선 중진 양정규 의원을 상대로 과반을 차지하면서 제주도 북제주군의 국회의원으로 당선되었으나, 4·13총선 직전 회계책임자가 자원봉사자와 마을책임자들에게 3천4백만원을 지출한 혐의로 한나라당의 재정신청에 의해 2002년에 공직선거및선거부정방지법 위반혐의를 적용, 당선무효형인 징역 8월에 집행유예 2년을 선고받아 의원직을 상실하였다. 2009년 10월에는 각계의 추천으로 제주4·3평화재단 이사장으로 취임하여 과거와의 화해를 이루는 데에 많은 역할을 하였다.

## 학력
- 1950년 애월초등학교 졸업
- 1953년 애월중학교 졸업
- 1956년 오현고등학교 졸업
- 건국대학교 경영대학원 수료

## 경력
- 1962년 ~ 1966년 제주도 북제주군 애월읍 곽지리 이장
- 1966년 ~ 1969년 북군농협 감사
- 1984년 정한종합건설㈜ 회장
- 1985년 ~ 1993년 제주도씨름협회장
- 1988년 ~ 1991년 대한건설협회 제주도회장
- 1991년 ~ 1995년 제4대 제주도의회 의장
- 1995년 한중여성교류협회 고문
- 1995년 ~ 1999년 민주평화통일자문회의 제주지역 부의장
- 1996년 대한적십자사 제주지사 상임위원
- 1996년 ~ 1999년 법무부 범죄예방 자원봉사위원 제주지역 총회장
- 1999년 백범김구선생 기념사업협회 이사
- 2000년 ~ 2002년 제16대 국회의원
- 2009년 ~ 2011년 제주4·3평화재단 이사장

## 역대 선거 결과
|  | 0% |

|  | 55.23% |